# 카스틸리오네아카사우리아
카스틸리오네아카사우리아(이탈리아어: Castiglione a Casauria)는 이탈리아 아브루초주 페스카라도에 위치한 코무네다. 그란산소 에 몬티델라라가 국립공원에 위치한다.

## 주요 관광지
- 산 클레멘테 수도원, 아브루초에 가장 중요한 랜드마크중 하나
- Palazzo de Petris-Fraggianni

## 자매 도시
- 캐나다 해밀턴